# فقط تورا می‌خواهم (ترانه ریتا اورا)
«فقط تورا می‌خواهم» (به انگلیسی: Only Want You) ترانه‌ای از خوانندهٔ بریتانیایی ریتا اورا از دومین آلبوم استودیویی وی تحت عنوان ققنوس (۲۰۱۸) می‌باشد. نسخهٔ ریمیکس این ترانه با حضور سیکس‌لک در ۱ مارس سال ۲۰۱۹ به‌عنوان پنجمین و تک‌آهنگ نهایی ققنوس منتشر گردید.